# Стрмец над Добрно
Стрмец над Добрно (словен. Strmec nad Dobrno) је насељено место у општини Добрна, Савињска регија, Словенија.

## Историја
До територијалне реорганизације у Словенији био је у саставу старе општине Цеље.

## Становништво
У попису становништва из 2011. године, Стрмец над Добрно је имао 127 становника.
| Број становника према пописима | Број становника према пописима | Број становника према пописима |
| ------------------------------ | ------------------------------ | ------------------------------ |
| 1991                           | 2002                           | 2011                           |
| 113                            | 120                            | 127                            |

Напомена: До 1953. исказивано под именом Стрмец. Године 1955. повећано за насеље Свети Јошт над Козјаком, које је укинуто.